# 室女座FT
室女座FT，又名BD-03 3298，HD 108506、SAO 138798、HR 4746，是室女座的一颗恒星，视星等为6.22，位于銀經291.87，銀緯57.75，其B1900.0坐标为赤經12h 22m 43.6s，赤緯-4° 57.75′ 43″。